# Arracacia
Arracacia Bancr., 1826 è un genere di piante angiosperme della famiglia delle Apiacee.

## Tassonomia
Il genere comprende le seguenti specie:
- Arracacia anomala Mathias & Constance
- Arracacia atropurpurea (Lehm.) Benth. & Hook.f. ex Hemsl.
- Arracacia bracteata J.M.Coult. & Rose
- Arracacia brandegeei J.M.Coult. & Rose
- Arracacia chiapensis J.M.Coult. & Rose
- Arracacia colombiana Constance & Affolter
- Arracacia compacta Rose
- Arracacia donnell-smithii J.M.Coult. & Rose
- Arracacia ebracteata (Rose) Mathias & Constance
- Arracacia elata H.Wolff
- Arracacia equatorialis Constance
- Arracacia filipes Mathias & Constance
- Arracacia fruticosa Rose
- Arracacia hemsleyana J.M.Coult. & Rose
- Arracacia hintonii Constance & Affolter
- Arracacia incisa H.Wolff
- Arracacia longipedunculata J.M.Coult. & Rose
- Arracacia macvaughii Mathias & Constance
- Arracacia meyeri Mathias & Constance
- Arracacia molseedii Mathias & Constance
- Arracacia montana J.M.Coult. & Rose
- Arracacia moschata (Kunth) DC.
- Arracacia nelsonii J.M.Coult. & Rose
- Arracacia ovata J.M.Coult. & Rose
- Arracacia papillosa Mathias & Constance
- Arracacia peruviana (H.Wolff) Constance
- Arracacia pringlei J.M.Coult. & Rose
- Arracacia pubescens H.Wolff
- Arracacia purpusii Rose
- Arracacia quadrifida Constance & Affolter
- Arracacia ravenii Constance & Affolter
- Arracacia rigida J.M.Coult. & Rose
- Arracacia schiedei (H.Wolff) Mathias & Constance
- Arracacia schneideri Mathias & Constance
- Arracacia tapalpae M.E.Jones
- Arracacia ternata Mathias & Constance
- Arracacia tillettii Constance & Affolter
- Arracacia tolucensis (Kunth) Hemsl.
- Arracacia trifida J.M.Coult. & Rose
- Arracacia xanthorrhiza Bancr.